# 1284 Latvia
1284 Latvia este un asteroid din centura principală, descoperit pe 27 iulie 1933, de Karl Reinmuth.